# CXC chemokiny bez ELR motivu

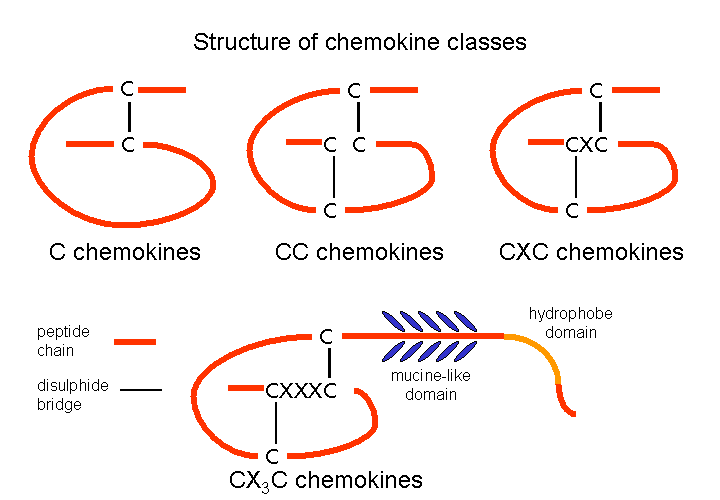

Chemokiny jsou nízkomolekulární proteiny (většina kolem 7 - 12 kDa), které pomocí koncentračního gradientu regulují přísun zánětlivých buněk do místa poškození tkáně či imunitní odpovědi . V dnešní době je známo kolem 50 různých chemokinů, které můžeme zařadit do některé ze 4 rodin (CXC,CC,CX3X a XC) rozlišených na základě umístění cysteinů na N-terminálním konci . CXC chemokiny mohou být dále členěny do 2 skupin - na ty, které mají před CXC motivem umístěnou kombinaci glutamát-leucin-arginin (tzv. ELR motiv), ELR-CXC chemokiny, a na ty, kterým motiv ELR chybí .
CXCL9 (Mig), CXCL10 (IP-10) a CXCL11 (I-TAC) patří mezi CXC chemokiny bez ELR motivu, které preferenčně atrahují aktivováné T lymfocyty a monocyty. Dále také slouží jako přirozené inhibitory receptoru CCR3, na který se vážou eotaxin, MCP-2 (Monocyte Chemoattractant Protien 2), MCP-3, MCP-4 a RANTES. Tyto chemokiny mají také další společné vlastnosti včetně antibakteriální aktivity .

## CXCL9
CXCL9 není indukován pouze pomocí IFNγ, jak naznačuje původní zkratka (Mig = monokine induced interferon gamma), ale v leukocytech je jeho tvorba spuštěna i vazbou dvouřetězcové RNA na TLR3 a u fibroblastů také dalšími TLR ligandy včetně LPS . Bylo zjištěno, že CXCL9 na jedné straně indukuje chemotaxi aktivovaných T buněk , ale zároveň také inhibuje migraci eozinofilních granulocytů . CXCL9 se významně podílí i na regulaci přísunu aloreaktivních lymfocytů do transplantátu a studium transkriptomu jaterního štěpu vymezilo tento chemokin jako spolehlivý marker akutní celulární rejekce . Obdobně u transplantací ledvin absence CXCL9 v moči může odlišit skupinu pacientů s nízkým rizikem rejekce . K nadprodukci CXCL9 dochází také a autoimunitních procesů, např. u systémové sklerózy .

## CXCL10
Tento chemokin byl původně popsán jako chemotaktický mitogenní protein indukovaný pomocí IFNγ v monocytech, endotelu, fibroblastech a keratinocytech. Oproti ostatním chemokinům, které zpravidla atrahují řadu buněčných typů, se CXCL10 liší svou relativní specifitou pro aktivované T lymfocyty, u kterých preferenčně indukuje Th1 fenotyp , v menší míře pak přitahuje NK buňky či mononukleární fagocyty. Kromě chemotaktických vlastností však zároveň inhibuje angiogenezi a jeho indukce hladké svaloviny v cévách se může podílet na patogenezi aterosklerózy . Účinek CXCL10 na růst a proliferaci buněk může být jak stimulační, tak inhibiční v závislosti na sestřihové variantě CXCR3, ke které se chemokin váže, a tato vlastnost může mít zásadní význam při vzniku některých nádorů . Jako biomarker je možno použít CXCL10 u řady zánětlivých či infekčních onemocnění , nejvíce u aktivní tuberkulózy . K výrazné indukci tohoto chemokinu dochází také např. při orgánových transplantacích . 

## CXCL11
CXCL11 je spolu s CXCL9 a CXCL10 další chemokin, který se váže na CXCR3, reguluje zejména přísun efektorových T lymfocytů a jako přirozený antagonista pak blokuje také CCR5 receptor, na který se vážou CCL4 a CCL5 . Kromě CXCR3 může docházet také k vazbě CXCL11 na CXCR7 receptor nádorových buněk, ve kterých zvyšuje proliferační aktivitu . K elevaci sérových hladin CXCL11 dochází u ulcerózní kolitidy  či autoimunitních tyreopatií. V BAL (bronchoalveolární laváž) tekutině pacientů se systémovou sklerózou naopak vysoké hladiny CXCL11 znamenají nižší riziko progrese do plicní fibrózy . Obdobně jako CXCL9 a CXCL10 je tento chemokin významně indukován při rejekci ledvinového transplantátu .

## CXCL12
CXCL12 (SDF-1α) je multifunkční chemokin regulující zejména migraci kmenových buněk, T lymfocytů a monocytů vazbou na CXCR4, ale účastní se také mechanismů imunologické tolerance a homeostatických procesů v tkáních . Vazba CXCL12 na CXCR4 receptor exprimovaný nádorovými buňkami vede k indukci STAT3 a progresi nádorového bujení . Alternativni vazba CXCL12 k CXCR7 receptoru se zdá mít spíše anti-tumorigenní účinek . Bylo prokázáno, že osoby s vysokým rizikem mozkové příhody mají až pětinásobné hodnoty sérové hladiny CXCL12 oproti osobám, u kterých k mozkové příhodě nedošlo .

## CXCL13
CXCL13 (BLC) je chemokin, který se účastní homeostatické organizace lymfoidní tkáně regulací přísunu B lymfocytů a folikulárních Th buněk exprimujících CXCR5 do germinálních center .

## CXCL14
CXCL14 (breast and kidney-expressed chemokine - BRAK) je chemokin s relativní specifitou pro monocyty, nezralé dendritické buňky a NK buňky . Tento chemokin se s vysokou afinitou váže na receptor CXCR4, a může tak sloužit jako přirozený inhibitor CXCL12 . Vysoká exprese CXCL14 v kůži a sliznicích spolu s jeho prokázanou antibakteriální aktivitou je dalším mechanismem, jímž se tento chemokin podílí na obranných reakcích . CXCL14 vykazuje zvýšenou expresi v řadě nádorů a jeho průkaz může mít prognostický význam např. u kolorektálního karcinomu .